# Catedral de la Santa Cruz (Lagos)
La Catedral de la Santa Cruz (en inglés: Cathedral of the Holy Cross) es el nombre que recibe un edificio religioso que pertenece a la Iglesia católica y funciona como la sede la arquidiócesis de Lagos (Archidioecesis Lagosensis o Archdiocese of Lagos), al sur del país africano de Nigeria.
La catedral fue inaugurada en 1881 y construida por los arquitectos Lázaro Borges da Silva y Francisco Nobre. El edificio de la iglesia, tiene una arquitectura de estilo gótico francés y fue terminada en 1934. 